# Glynde
Glynde is een civil parish in het bestuurlijke gebied Lewes, in het Engelse graafschap East Sussex met 249 inwoners.